# سولفوران مارتین
سولفوران مارتین(به انگلیسی: Martin's sulfurane) یک ترکیب آلی حاوی گوگرد با فرمول شیمیایی Ph2S[OC(CF3)2Ph]2 (Ph = C6H5) است. این ترکیب یک جامد سفید رنگ است که به راحتی تحت تصعید می‌شود. 